# Van 't Hoffs ligning
Van 't Hoffs ligning eller Van 't Hoff ligningen i kemisk termodynamik beskriver ændringen i ligevægtskonstanten, Keq, ved en kemisk ligevægt ved ændring i temperatur, T, givet dannelsesenthalpien, ΔHo, for processen. Den blev fremsat af den hollandske kemiker Jacobus Henricus van 't Hoff i 1884.
Van 't Hoff ligningen er blevet meget brugt til at undersøge ændringer i tilstandsfunktioner i termodynamiske systemer. Van 't Hoff plot, som udledes af ligningen, er særligt effektiv til at estimere ændringen i enthalpi, eller total energi, og entropi, eller mængden af uorden, i en kemisk reaktion.
Ved standardbetingelser er differentialligningen:
{\displaystyle {\frac {d\ln K_{eq}}{dT}}={\frac {\Delta H^{\ominus }}{RT^{2}}},}
hvor R er gaskonstanten.